# Heteronymphon birsteini
Heteronymphon birsteini is een zeespin uit de familie Nymphonidae. De soort behoort tot het geslacht Heteronymphon. Heteronymphon birsteini werd in 1956 voor het eerst wetenschappelijk beschreven door Turpaeva. 